# Heiningen (Backnang)
Heiningen ist ein Dorf und seit 1972 ein Stadtteil der Großen Kreisstadt Backnang im baden-württembergischen Rems-Murr-Kreis. Das Dorf liegt 292 m ü. NN.

## Geschichte

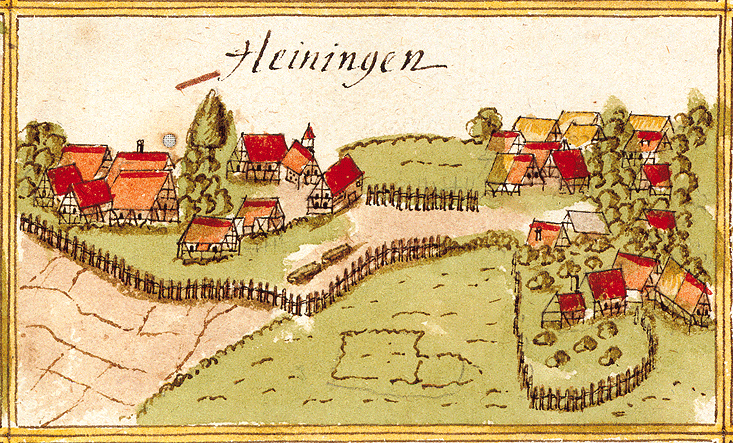
Heiningen im Forstlagerbuch von Andreas Kieser (Ende des 17. Jahrhunderts)

### Mittelalter
Heiningen ist eine alemannische Gründung des 5. Jahrhunderts und bestand ursprünglich aus einzelnen unabhängigen Gehöften. Der Ort ist eine der ältesten Siedlungen im Rems-Murr-Kreis. Die ursprüngliche Gemarkung Heiningens dürfte sich über die gesamte südliche Backnanger Bucht erstreckt haben. Von Heiningen aus wurde das ganze Gebiet besiedelt. Mit Allmersbach, Cottenweiler und Unterweissach hatte Heiningen noch lange einen gemeinsamen Hutewald, den Hartwald.  Im Jahre 1134 wurde der Ort in einem Schenkungsvertrag von Gütern des Markgrafen Hermann III. von Baden an das Stift Backnang erwähnt. Mit diesem Vertrag verschenkte Hermann III. und seine Gattin Bertha mit Genehmigung des Bischofs von Speyer, Siegfried II. von Wolfsölden, ein Gut in Heiningen (in pago Huningen) an das Stift Backnang. Allerdings sollten die Brüder Konrad und Otto von Wolfsölden zwei Häuser in Heiningen als Lehen besitzen. 1245 bestätigte Papst Innozenz IV. die Besitzungen des Stifts in Heiningen. Das Dorf hatte keine Kirche, aber eine Kapelle, welche jedoch abgegangen ist. Nordwestlich des Dorfes kommt der Flurname Bürgle (auch Birkle) vor. Die Bezeichnung soll auf eine abgegangene Burg hindeuten. Ein Ortsadliger Gernold von Heiningen (Hüningen) wird 1414 erwähnt. 1439 verpfändeten die Grafen Ludwig und Ulrich von Württemberg Heiningen an Peter und Werner Nothaft von Hohenberg.

### Neuzeit
Im Jahre 1593 erschien Heiningen unter dem Namen Hyning auf einer Karte von Georg Gadner.
Der Ort gehörte zum württembergischen Oberamt Backnang, seit 1938 zum neu formierten Landkreis Backnang.
Zur Gemeinde Heiningen gehörte lediglich das gleichnamige Dorf. Sie hatte eine Fläche von 2,75 km² und wurde am 1. Januar 1972 nach Backnang eingemeindet.

### Einwohnerentwicklung
- 1810: 229[8]
- 1828: 352 (davon 8 Katholiken)[9]
- 1847: 272 (davon 8 Katholiken)[10]
- 1866: 284 (davon 5 Katholiken)[11]
- 1873: 280 (davon 5 mit eigener Konfession)[12]
- 1877: 310 (davon 1 Katholik)[13]
- 1886 : 303 (davon 1 Katholik)[14]
- 1896: 284[15]

## Vereinsleben
- Entschieden für Christus Waldrems-Heiningen-Maubach (EC HaWeMa)
- Landfrauenverein Heiningen
- Luftsportverein LSV Backnang-Heiningen e.V.
- Modellbahner Backnang e.V.

## Politik
Heiningen ist eine Ortschaft mit eigenem aus acht Mitgliedern bestehendem Ortschaftsrat im Sinne der baden-württembergischen Gemeindeordnung.

### Schultheißen und Bürgermeister
Die Schultheißen waren zumeist wohlhabende und angesehene Landwirte, die man umgangssprachlich auch Bauraschultes (Bauernschultes) nannte. Erst 1930 wurde in Württemberg die Amtsbezeichnung Schultheiß durch Bürgermeister ersetzt. Die Liste der Schultheißen ist unvollständig und die Amtszeiten sind teilweise unklar.
- um 1677: Abraham Dauttel[17]
- 1677–1695: Hans Dauttel[17]
- 1695: Balthasar Kumpf[17]
- 1728: Johann Michael Braun
- 1732: Abraham Dauttel[17]
- 1732–1733 Johann Michael Dauttel[17]
- 1767–1778: Johann Georg Zeltwanger[17]
- 1779–1815: Johann David Pfleiderer[8][17]
- 1815–1820: Thomas David Rau[17]
- 1828: Berner[9]
- 1839: Johann Jakob Pfizenmaier[17]
- 1839–1871: Johann Friedrich Spahr[10][17]
- 1871–1872: Johann Leonhard Entenmann[17]
- 1873: Johann Jakob Bäuerle[12][17]
- 1926: Karl Gottlob Of[17]
- 1926: Gottlob Johann Pfuderer[17]
- bis 1972: Ulrich Schäfer (in Personalunion mit Waldrems und Maubach)[18]

## Bilder von Heiningen

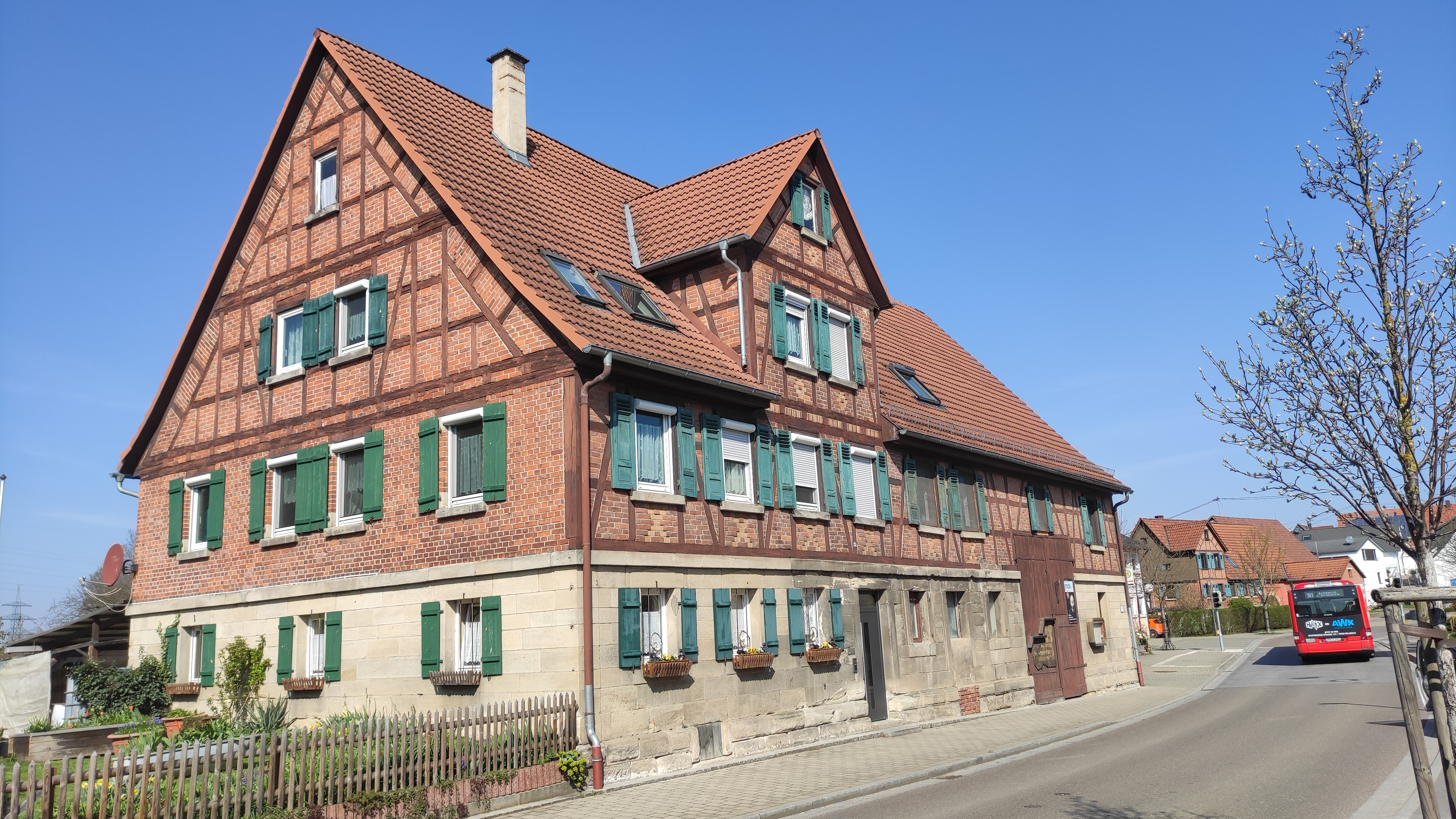
Alte Gebäude im Ortskern
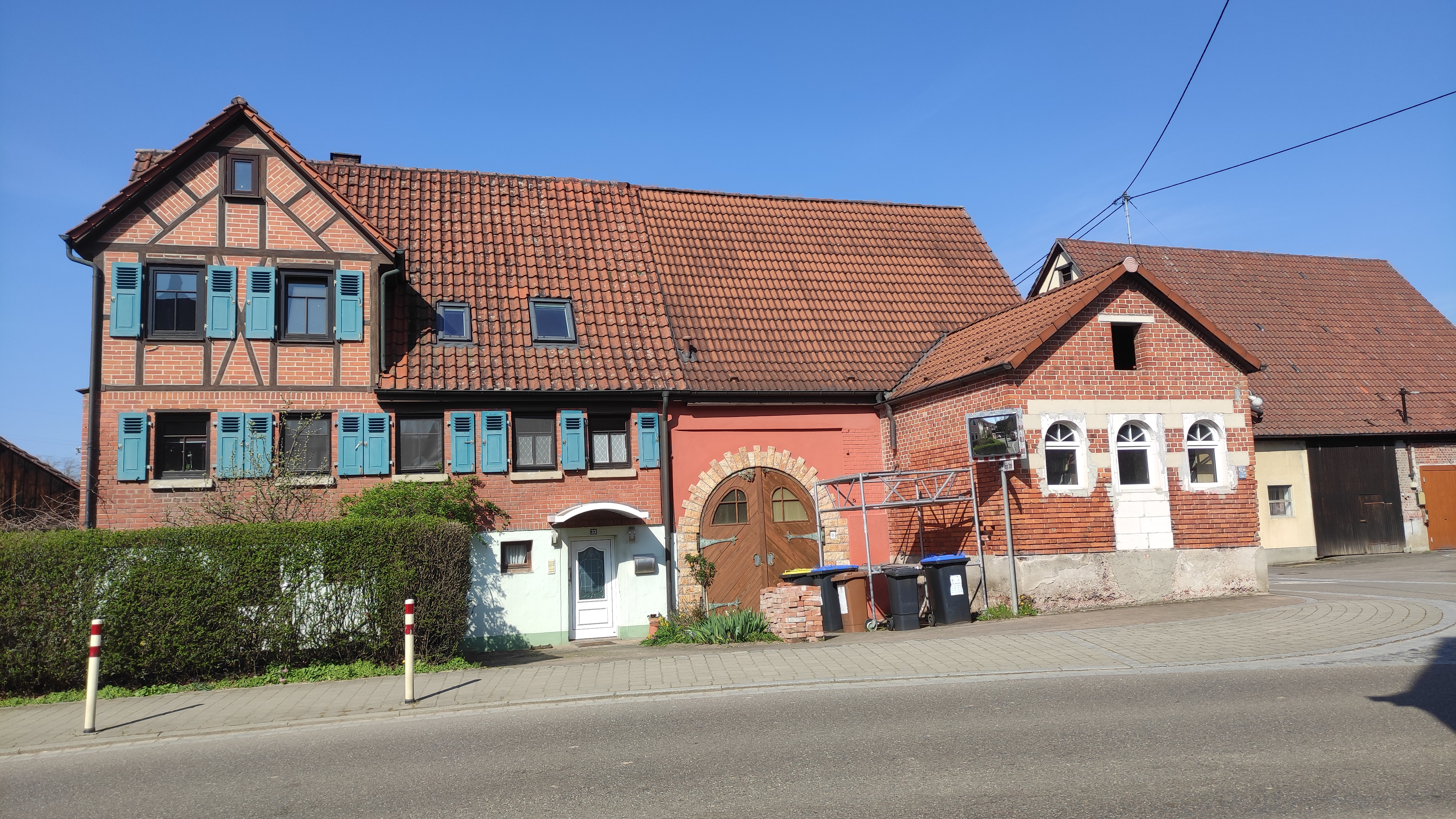
Alte Gebäude im Ortskern
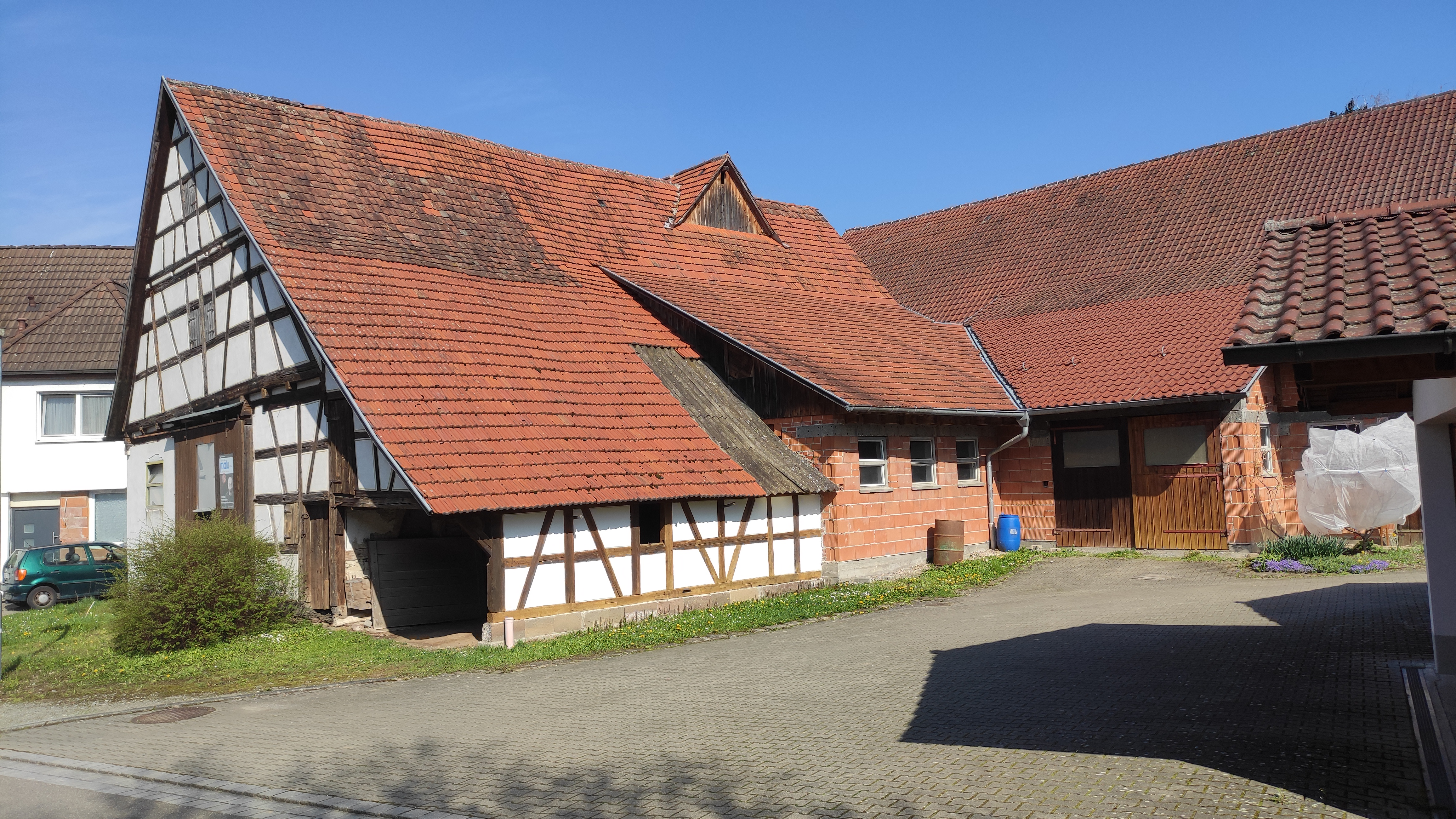
Alte Gebäude im Ortskern
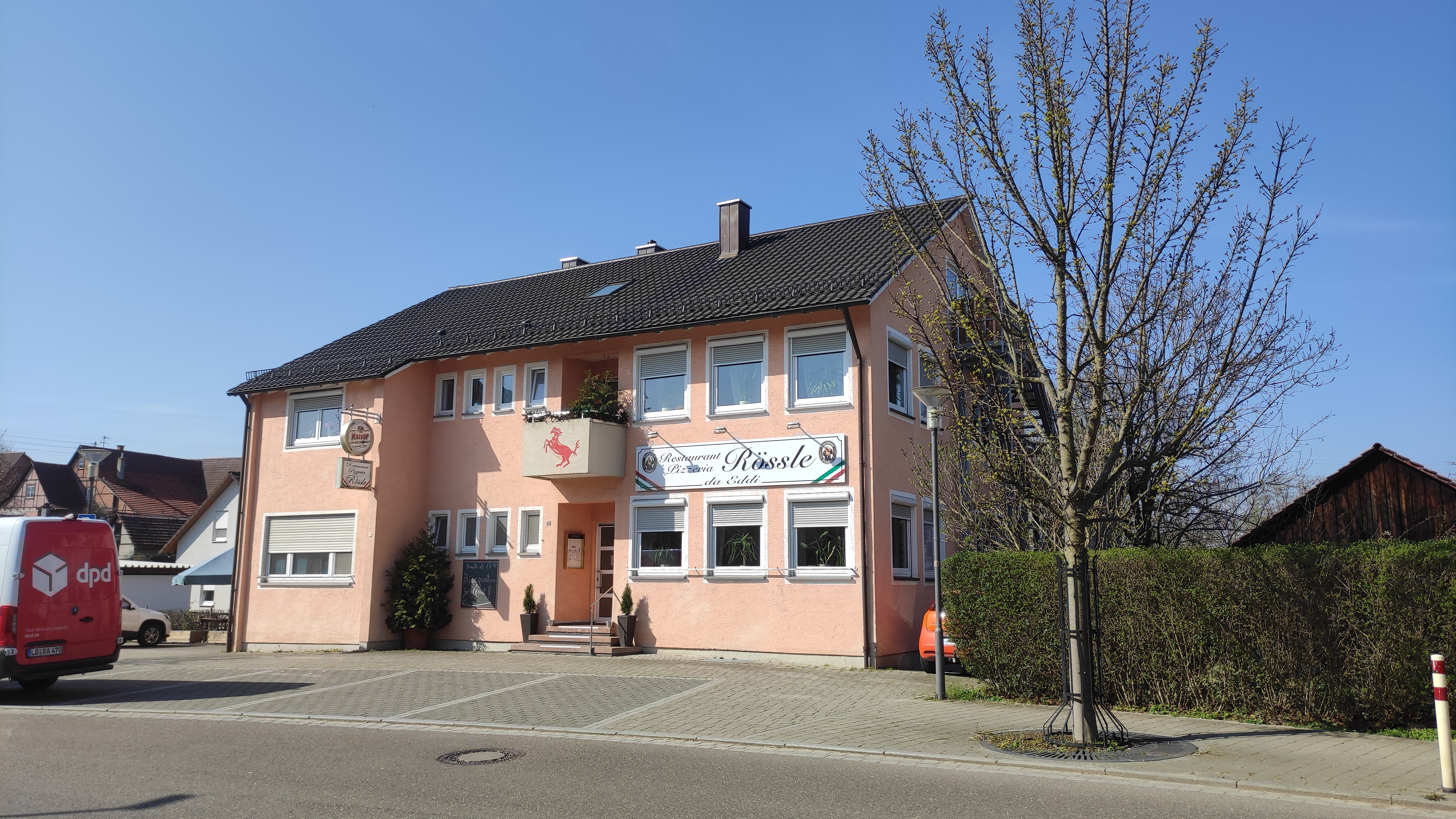
Gastwirtschaft Rössle
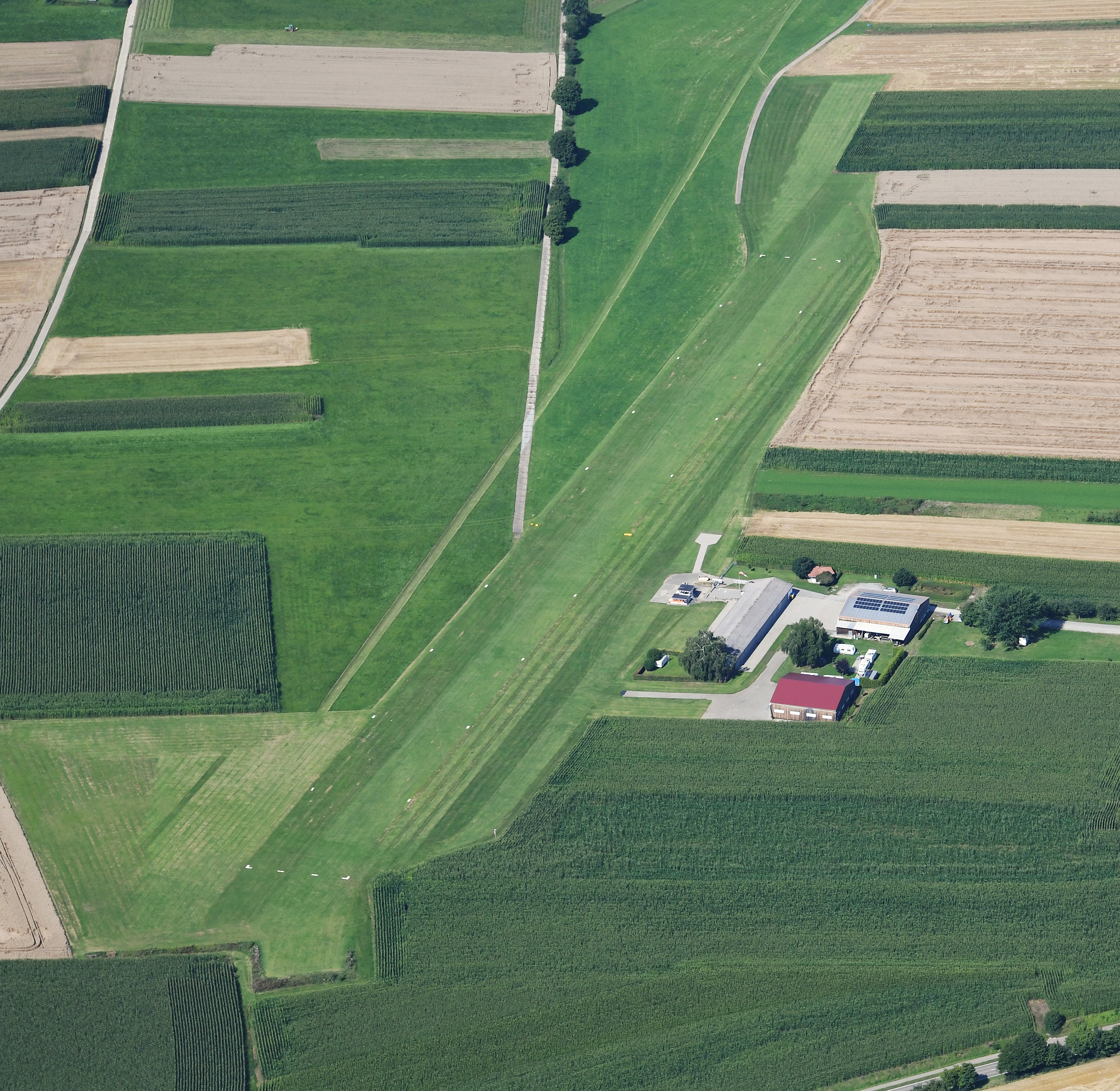
Flugplatz Backnang-Heiningen mit Hangars

## Persönlichkeiten
Mit Heiningen verbundene Personen
- Ulrich Schäfer (* 1940), Kommunalpolitiker und ehemaliger Fußballfunktionär